# Curtimorda maculosa
Curtimorda maculosa is een keversoort uit de familie spartelkevers (Mordellidae). De wetenschappelijke naam van de soort is voor het eerst geldig gepubliceerd in 1794 door Neazen.